# لورا (کاپاچیو)
لورا (به ایتالیایی: Laura) یک منطقهٔ مسکونی در ایتالیا است که در کاپاچیو واقع شده‌است. لورا ۱٬۳۰۱ نفر جمعیت دارد و ۶ متر بالاتر از سطح دریا واقع شده‌است.